# Palio v Sieni
Palio v Sieni (italijansko Palio di Siena; lokalno znan preprosto kot Il Palio) je konjska dirka, ki poteka vsako leto 2. julija in 16. avgusta v Sieni v Italiji. Deset konjev in jahačev, brez sedla in oblečeni v ustrezne barve, predstavlja deset od sedemnajstih kontrad ali mestnih sosesk. Te imajo svoje ime, grb in himno še iz obdobja srednjeveških vojaških organizacij. Palio, ki poteka 2. julija, se imenuje Palio di Provenzano, v čast Madoni iz Provenzana, marijanski pobožnosti, značilni za Sieno, ki se je razvila okoli ikone z mestnega območja Terzo Camollia. Palio, ki poteka 16. avgusta, se imenuje Palio dell'Assunta, v čast Marijinega vnebovzetja.
Včasih, v primeru izjemnih dogodkov ali lokalnih ali državnih obletnic, ki se štejejo za ustrezne in pomembne, se lahko mestna skupnost odloči za izredni Palio, ki poteka med majem in septembrom. Zadnja dva sta bila 9. septembra 2000, ob praznovanju mesta, ki je vstopilo v novo tisočletje in 20. oktobra 2018, v spomin na konec velike vojne.
Tekmovanje Corteo Storico, parada zgodovinskih kostumov pred dirko, privabi obiskovalce in gledalce z vsega sveta.
Tekma, v kateri džokeji jahajo brez sedla, kroži okrog Piazza del Campo, na katerem je položena debela plast zemlje. Dirka poteka tri kroge in običajno traja največ 90 sekund. Pogosto je, da nekaj džokejev pade s konjev, medtem ko na zavijajo in res ni nenavadno videti konje brez jahačev, ki zaključujejo dirko.

## Zgodovina

### Izvor
Najzgodnejši znani predhodniki tekme so srednjeveški. Na osrednjem trgu je bilo mesto javnih iger, večinoma borbenih: pugna, nekakšna večstranska boksarska tekma ali ruvanje, dvoboj s kopji in v 16. stoletju bikoborbe. Javne dirke, ki so jih organizirale kontrade, so bile priljubljene od 14. stoletja dalje. Imenovale so se palii alla lunga, in so potekale po celem mestu.
Ko je veliki vojvoda Toskane leta 1590 prepovedal bikoborbe, so kontrade začele organizirati dirke na Piazza del Campo. Prve takšne dirke so bile na bivoljem hrbtu in imenovane bufalate; asinate, dirke na oslovskem hrbtu, so kasneje zasedle njihovo mesto, medtem ko so se konjske dirke nadaljevale drugje. Prvi moderni Palio (imenovan palio alla tonda, ki ga ločuje od prejšnjega palio alla lunga) se je zgodil leta 1633.

### Drugi Palio avgusta
Sprva je bila ena dirka vsako leto 2. julija. Druga, 16. avgusta, je bila dodana od leta 1701, čeprav je sprva avgustovska dirka potekala s prekinitvami in ne vsako leto. Avgustovska dirka (il palio dell'Assunta), ki je sovpadal s praznikom Marijinega vnebovzetja, je bil verjetno uveden spontano kot del pogostitve in praznovanja, povezanega s tem pomembnim praznikom. Verjetno je bil 16. avgust izbran, ker je druge dneve kanoničnega festivala sredi avgusta, 14. oziroma 15. v mesecu, že zavzel Corteo dei Ceri (procesija Ceri) in popis.
Avgustovski Palio se je začel kot podaljšek praznovanja julijskega Palija, organizirala in financirala pa ga je julijska zmagovalna kontrada, čeprav le, če si jo je zadevna kontrada lahko privoščila. Po letu 1802 sta organizacija in financiranje avgustovske dirke postala osrednja odgovornost mesta, kar je odpravilo letno negotovost glede tega, ali bo avgustovski Palio ali ne.

### Omejitev
Leta 1729 je mestni guverner, rojen v Münchnu, Violante Bavarski, določil formalne meje za kontrade in hkrati naložil več združitev, tako da se je število sienskih kontrad zmanjšalo na sedemnajst. To je bilo tudi leto odloka, ki je na deset omejil število ekip, ki lahko sodelujejo v Paliu; sedem, ki niso sodelovali v prejšnjem letu Palio, in trije drugi, izbrani z žrebom. Omejitev, ki ostaja v veljavi, je posledica števila in obsega nesreč, ki so se zgodile na prejšnjih dirkah.

## Kontrade
| - Aquila - Bruco - Chiocciola - Civetta - Drago - Giraffa | - Istrice - Leocorno - Lupa - Nicchio - Oca - Onda | - Pantera - Selva - Tartuca - Torre - Valdimontone |

Za Sienčane pravijo, da so predvsem prebivalci svoje četrti, šele nato mesta in nazadnje Italije. Krstijo jih v četrtni cerkvi, partnerja pa naj bi si izbrali iz rodne četrti, in ta jim, kot bi bili družina, tudi pomaga pri poslu, v družabnem življenju in v trenutkih žalovanja za preminulimi sorodniki. Kontrade ne trpijo kaznivih dejanj in teh je v Sieni skoraj najmanj v Evropi. Spore med četrtmi rešujejo na Campu, na vsakoletni konjski dirki Palio.

## Tekmovanje danes
Prva dirka (Palio di Provenzano) je 2. julija, ki je praznik obiskovanja in datum lokalnega festivala v čast Madoni iz Provenzana (slika, ki je bila nekoč v lasti sienskega voditelja Provenzana Salvanija, in naj bi imela čudežno zdravilno moč). Druga dirka je 16. avgusta (Palio dell'Assunta), dan po prazniku Marijinega vnebovzetja in je prav tako posvečena Devici Mariji. Po izjemnih dogodkih (npr. Pristanek na Luni Apolla 11) in ob pomembnih obletnicah (npr. Stoletnica Združitve Italije) se lahko sienska skupnost odloči, da bo med majem in septembrom priredila tretji Palio. Najnovejši je bil leta 2018 ob praznovanju obletnice konca prve svetovne vojne.
Polje je sestavljeno iz desetih konj, zato se vseh 17 kontrad ne more udeležiti Palia. Samodejno je vključenih sedem kontrad, ki niso sodelovale v tem mesecu preteklega leta; tri so izbrane z žrebom (dvakrat letno, v zadnjih dneh maja in v začetku julija). Zasebni lastniki (med njimi nekaj jokejev) ponujajo izbiro svojih hlevov, izbranih med letom po poskusnih dirkah, drugih dirkah Palio v Italiji in veterinarskem pregledu, med katerimi glavni predstavniki sodelujočih, capitani, izberejo deset približno enakih, tri dni pred dirko. Loterija nato določi, kateri konj bo tekel za katero kontrado. Izvede se šest poskusnih dirk, prva zvečer po izboru konj in zadnja zjutraj pred Paliom. Korupcija (podkupovanje) je običajna stvar, zaradi katere prebivalci vsake kontrade, znane kot contradaioli, pozorno spremljajo svoj hlev in voznika. Konji so mešane pasme; pasemski konji niso dovoljeni.
Pred dirko je spektakularna procesija Corteo Storico, ki med drugim vključuje (med drugim) zastave - Alfieri. Tik pred procesijo četa karabinjerjev na konjih, ki mahajo z meči in kažejo nameščen trak okoli proge. En krog opravijo na sprehodu v formaciji, drugega v galopu, ki napoveduje navdušenje prihodnje dirke, preden zapustijo prizorišče v eno od ulic, ki vodijo s Piazze del Campo. Gledalci pridejo zgodaj zjutraj in sčasoma napolnijo središče mestnega trga znotraj proge; lokalna policija zapečati vhode, ko se praznovanje resno začne. Sedeži, ki segajo od preprostih tribun do dovršenih sedežev v ložah, so naprodaj, vendar se prodajo že pred dnem dirke.
Ob 19.30. za julijsko dirko in 19. uro za avgustovsko dirko po trgu odzvanjajo eksplozije in na tisoče opazovalcem sporočijo, da se bo dirka kmalu začela. Dirka sama poteka v treh krogih okoli Piazza del Campo, katerega obod je prekrit z nekaj centimetri umazanije in tufa (uvožen in za to priložnost položen z velikimi stroški za mesto), vogali pa so za to priložnost zaščiteni z oblazinjenim pasom. Jokeji jahajo konje brez sedla s štartne črte, območja med dvema vrvema. V prostor vstopi devet konj po vrstnem redu, ki se določi le z žrebom tik pred začetkom dirke. Deseti, rincorsa, čaka zunaj. Ko rincorsa končno vstopi v prostor med vrvmi, štarter (mossiere) aktivira mehanizem, ki spusti canapo (sprednjo vrv). Ta postopek (mossa) lahko traja zelo dolgo, saj se običajno sklepajo dogovori med različnimi kontradeji in džokeji, ki vplivajo na premikanje rincorse - morda čaka, da bo določen konj dobro ali slabo postavljen, primer.
Na nevarni strmo nagnjeni progi lahko jahači uporabljajo biče (v italijanščini nerbi, raztegnjene, posušene bikove kože) ne samo za svojega konja, temveč tudi za motenje drugih konj in jahačev. Palio v resnici dobi konj, ki predstavlja kontrado in ne jokej. Zmagovalec je prvi konj, ki je prečkal ciljno črto - konj lahko zmaga brez svojega jahača (stanje, znano kot cavallo scosso). Konj lahko zmaga tudi brez okrasnih pokrival (spennacchiera), čeprav nasprotno prepričanje velja tudi med Sienčani. Poraženec na dirki se šteje za kontrado, katere konj je bil drugi, ne zadnji.
Zmagovalec prejme prapor iz poslikane svile ali palio, ki ga za vsako dirko ročno naslika drug umetnik. Navdušenje po zmagi pa je tako skrajno, da je slovesnost dodeljevanja palia kar takojšnja, kar je prvi trenutek večmesečnega praznovanja zmagovalnega oddelka. Občasno izbruhne nasilje med predstavniki rivalskih kontrad.
Zaradi samega števila prisotnih ljudi lahko za gledalce obstaja nevarnost. Pritožili so se tudi zaradi slabega ravnanja s konji, poškodb in celo smrtnih primerov, zlasti pri združenjih za zaščito živali in celo pri nekaterih veterinarjih. V Paliu, ki je potekal 16. avgusta 2004, je konj za kontrado Bruco (gosenica) padel in bil močno poteptan, saj dirka kljub morebitnim dodatnim varnostnim tveganjem za druge konje ni bila ustavljena. Konj je poginil zaradi poškodb in sprožil nadaljnje pritožbe organizacij za zaščito živali.
Palio se razlikuje od "običajnih" konjskih dirk po tem, da je del igre onemogočanje drugih sosek da zmagajo. Kadar kontrada ne uspe zmagati, bo njen zgodovinski sovražnik to dejstvo praznoval skoraj tako veselo kot lastno zmago, ne glede na to, ali je bilo odločilno vmešavanje. Med dirko je džokejem prepovedano nekaj stvari; na primer, lahko vlečejo ali potiskajo svoje kolege, udarijo konje in drug drugega ali poskušajo ovirati druge konje na začetku.
Najuspešnejša soseska je Oca, gos, ki je zmagala na 63 dirkah (vsaj po njihovih zapisih, ki se začnejo leta 1644), sledita Chiocciola, polž, z 51 in Tartuca, želva, s 46. Oca je tudi kontrada z največ zmagami v novejši zgodovini (od 1900 do 2010) z 21 zmagami, sledita Selva, gozd, z 18 in Drago, zmaj, s 17.
Med jokeji je najbolj zmagovalen vseh časov Andrea Degortes z vzdevkom Aceto ('Kis') s 14 zmagami (od 1964 do 1996). Angelo Meloni z vzdevkom Picino (aktiven od 1897 do 1933) je drugi po številu zmag s 13 uspehi, Luigi Bruschelli z vzdevkom Trecciolino (še vedno aktiven) pa je tretji od 12 zmagami (čeprav zahteva 13 zmag, njegova konj je eno leto zmagal brez njega).
Najuspešnejša konja sta bila Folco in Panezio s po osmimi zmagami, sledil pa je Topolone s sedmimi.
V novejši zgodovini (od leta 1900 do danes) je le trem sosekam v istem letu z istim džokejem uspelo zmagati na julijski in avgustovski dirki (izraz v italijanščini je fare cappotto). Tartuca (želva) je podvig dosegla leta 1933 z džokejem Fernandom Leonijem (vzdevek "Ganascia") na Folcu. Leta 1997 je Giraffa (Žirafa) zmagala na obeh dirkah, z džokejem Giuseppejem Pesom z vzdevkom Il Pesse. Leta 2016 je jokej Jonatan Bartoletti na "Preziosa Penelope" zmagal na julijski in avgustovski tekmi za Lupo (volk).

## Ritual in rivalstvo
Palio di Siena je več kot le preprosta konjska dirka. To je vrhunec rivalstva in tekmovanja med kontradami. V vodstvo in dan dirke sta vložena strast in ponos. Formalni in neformalni rituali se odvijajo preko dneva, pri čemer ima vsaka kontrada svojo strategijo konjeništva, zavezništev in sovražnosti. Sledijo zadnja tajna srečanja med vodji kontrade in nato med njimi in džokeji. Tu je dveurna procesija Corteo Storico, nato pa dirka, ki traja le približno 75 sekund. Čeprav je javni spektakel velik, so prikazane strasti še vedno zelo resnične.
Kontrada, ki je bila najdlje brez zmage, ima vzdevek nonna ('babica'). Civetta (Sova) je imela naslov od 1979 do 2009, ko je zmagala 16. avgusta. Torre (stolp) je imela ta naslov, ker je bila 44 let brez zmage (od 1961 do 2005), Bruco (gosenica) pa naslov, ker ni zmagala več kot 41 let (od 1955 do 1996). Zadnja nonna je bila Lupa (volkulja), ki od 2. julija 1989, obdobje 30–31 let, ni imela zmage do julija 2016, ko je končno zmagala, zdaj pa je naslov nonna prepustila Aquili (orel) .

## Palio (Drappellone)
Drappellone ('prapor') ali palio, v Sieni ljubkovalno imenovan 'krpa', je trofeja, ki jo je treba dostaviti kontradi, ki osvoji Palio.
Palio je podolgovat pravokoten kos svile, ki ga je za to priložnost ročno poslikal umetnik. Pritrjen je navpično na črno-beli palici, na vrhu je srebrna plošča, ob straneh pa sta dve beli in črni peresi.
Palio, skupaj s peresi, ostaja last kontrade. Ploščo vrnejo v mesto Siena pred palijema naslednjega leta, potem ko sta na hrbtni strani vpisana datum in ime zmagovite kontrade. Ena srebrna plošča je za julijski Palio, druga pa za avgustovskega. Plošče zamenjamo približno vsakih deset let.
Vrednost prapora je edinstvena, saj predstavlja določeno zgodovinsko obdobje mesta Siena. Prapori pogosto odražajo simbole različnih vlad, ki so predsedovale v različnih obdobjih, vključno z grbom velikega vojvodstva Lotarinškega, grbom velikih vojvodov Toskane, grbom kraljevine Savojske, simboli fašistične Italije in nazadnje Republike.
Postopek, ki bi ga moral umetnik upoštevati pri oblikovanju palia, je tog: slediti mora natančni ikonografiji, ki vključuje nekatere svete simbole, saj je julijski Palio posvečen Provenzanski Madoni, avgustovski pa Marijinemu vnebovzetju. Predstavljati mora oznake mesta, tiste iz tretjega dela mesta ter simbole ali barve desetih nasprotnikov, ki sodelujejo na dirki. Vendar pa glede sloga umetnosti ni omejitev. Palio je prvič predstavljen na tiskovni konferenci na dvorišču Mestne hiše podeštata približno teden dni pred dirko.

## V filmih
To je dirka, ki jo vidimo v:
- Palio, Alessandra Blasettija (1932)
- La ragazza del Palio, Luigija Zampe (1957)
- Bianco rosso celeste - cronaca dei giorni del Palio di Siena, avtor Luciano Emmer (1963)
- Vetrovi se dvigajo, prva epizoda v mini seriji The Winds of War iz leta 1983, v seriji ABC v režiji Dana Curtisa
- Il bianco e il nero - Tutti i colori del Palio di Siena, avtor Anton Giulio Onofri (2002)
- Zadnja zmaga, Johna Appela (2004)
- Visioni di Palio, avtor Anton Giulio Onofri (2004)
- Piazza delle Cinque Lune, avtorja Renza Martinellija (2006)
- Kvantum sočutja, 22. film o Jamesu Bondu, režija Marc Forster (2008)
- Palio, Cosime Spender in Johna Hunta (2015